# Jan Adam Kruseman
Jan Adam Kruseman (ur. 12 lutego 1804 w Haarlemie, zm. 17 marca 1862) – holenderski malarz i grafik.
Był synem Jana Aleksandra (1774-1829) i Doroty Steenkamp (1769/44). Pierwsze lekcje pobierał u swego wuja Cornelisa. Od 1819 roku mieszkał w Amsterdamie, z krótką przerwą między rokiem 1822 a 1825, którą spędził w Brukseli i Paryżu. Tam studiował pod okiem Jacques’a-Louisa Davida i Naveza.

## Praca zawodowa
W 1830 roku został mianowany dyrektorem Królewskiej Akademii Sztuki w Amsterdamie. W 1839 roku założył w Amsterdamie Arti et Amicitiae, gdzie pełnił funkcje dyrektora. Był wszechstronnym malarzem, głównie portrecistą, ale malował również sceny historyczne, biblijne i rodzajowe. Wykonał łącznie 588 prac, z czego około 500 to portrety, głównie szlachty i burżuazji. Wykonał również kilka portretów rodziny królewskiej m.in. Wilhelma I i jego syna Wilhelma II.
Jego uczniem był Jozef Israëls, twórca tzw. szkoły haskiej.